# Zuidplein (stacja metra)
Zuidplein – stacja metra w Rotterdamie, położona na linii D (błękitnej) i E (niebieskiej). Została otwarta 9 lutego 1968. Stacja znajduje się koło centrum handlowego Zuidplein. W pobliżu znajduje się również hala widowiskowo-sportowa Ahoy Rotterdam i szpital Ikazia.